# Anne Jules de Noailles
Anne Jules de Noailles (ur. 5 lutego 1650 w Paryżu, zm. 2 października 1708 w Wersalu) – francuski wojskowy i marszałek Francji od roku 1693.

## Życiorys
Walczył w 1680 we Flandrii, w 1689 w Roussillon przeciw hugenotom, a w latach 1690-1694 w Katalonii. Największą jego wiktorią była bitwa nad Ter, która miała miejsce 27 maja 1694.
13 października 1671 ożenił się z Marią Franciszką de Bournonville (1656–1748), córką księcia Ambroise i Bournonville. Miał z nią 21 dzieci:
- Marię Krystynę de Noailles (1672–1748), od 1687 żonę marszałka Antoniego de Gramont,
- dziecko (1673),
- dziecko (1674),
- Ludwika Marię de Noailles (1675),
- Ludwika Pawła de Noailles (1676), hrabiego Ayen,
- Marię Charlottę de Noailles (1677–1723), od 1696 żonę markiza Coëtquen,
- Adriana Maurycego de Noailles (1678–1766), księcia Noailles, polityka, marszałka Francji,
- Annę Ludwikę de Noailles (1679),
- dziecko (1680–1684),
- Jana Annę de Noailles (1681),
- Julię Franciszkę de Noailles (1682),
- Łucję Felicję de Noailles (1683), od 1698 żonę Wiktora Marii d'Estrées, marszałka Francji,
- Marię Teresę de Noailles (1684), od 1698 żonę Karola Franciszka de la Baume Le Blanc, księcia La Vallière,
- Emanuela Juliusza de Noailles (1686–1702), hrabiego Noailles,
- Marię Franciszkę de Noailles (1687), od 1703 żonę Emanuela de Beaumanoir, markiza Lavardin,
- Marię Wiktorię de Noailles (1688–1766), od 1707 żonę Ludwika de Pardaillan de Gondrin, potem Ludwika Aleksandra Burbona, hrabiego Tuluzy,
- Marię Emilię de Noailles (1689–1723), od 1713 żonę Emanuela Rousselet, markiza Châteauregnaud,
- Juliusza Adriana de Noailles (1690–1710), hrabiego Noailles,
- Marię Uranię de Noailles (1691), zakonnicę,
- Annę Ludwikę de Noailles (1695), od 1716 żonę Franciszka Le Tellier, markiza Louvois.